# أوستن باورز في غولدميمبر
أوستن باورز في غولدميمبر (بالإنجليزية: Austin Powers in Goldmember)‏ هو فيلم كوميدي تم إنتاجه في الولايات المتحدة وصدر في سنة 2002. الفيلم من كتابة مايك مايرز. من بطولة مايك مايرز وبيونسيه وسيث غرين وفيرن تروير ومايكل كين.

## الميزانية والإيرادات
بلغت تكلفة إنتاج الفيلم حوالي 63 مليون دولار بينما حقق أرباحا تقدر بـ 296,655,431 دولار.

## وصلات خارجية
- أوستن باورز في غولدميمبر على موقع IMDb (الإنجليزية)
- أوستن باورز في غولدميمبر على موقع ميتاكريتيك (الإنجليزية)
- أوستن باورز في غولدميمبر على موقع روتن توميتوز (الإنجليزية)
- أوستن باورز في غولدميمبر على موقع نتفليكس (الإنجليزية)
- أوستن باورز في غولدميمبر على موقع قاعدة بيانات الأفلام العربية
- أوستن باورز في غولدميمبر على موقع ألو سيني (الفرنسية)
- أوستن باورز في غولدميمبر على موقع Turner Classic Movies (الإنجليزية)
- أوستن باورز في غولدميمبر على موقع أول موفي (الإنجليزية)
- أوستن باورز في غولدميمبر على موقع بوكس أوفيس موجو (الإنجليزية)
- أوستن باورز في غولدميمبر على موقع فيلمافينيتي (الإسبانية)